# Massiccio Brandberg
Il Massiccio Brandberg è il più alto rilievo della Namibia; il punto più alto si chiama Königstein (2573 m) che in tedesco significa "la pietra del re". È situato nel Damaraland, nella parte settentrionale del Deserto del Namib, a circa 80 km dalla Skeleton Coast. È di forma pressappoco circolare, con un diametro variabile fra 20 e 25 km.
La zona del Brandberg è sede di alcuni importanti siti archeologici in cui sono stati rinvenuti graffiti databili a oltre 2000 anni fa, opera del popolo San, i cosiddetti Boscimani. Il graffito più celebre è la Dama Bianca.

## Etimologia
Il nome Brandberg in Tedesco e Afrikaans significa "montagna di fuoco" e fu dato al massiccio a causa del brillante aspetto color ruggine che esso assume al tramonto del sole. I Damara lo chiamano Daures che significa "la montagna che brucia" mentre per gli Herero è Omukuruvaro, cioè "la montagna degli dei".

## Localizzazione e aspetto
Il Brandberg è situato nel Nord-Ovest del paese al limite del deserto del Namib. Data la sua elevazione, che è in media attorno ai 2500 m, esso si staglia nettamente nel paesaggio circostante ed è facilmente visibile anche da grandi distanze data la sua mole imponente e la costante mancanza di foschia che caratterizza la zona estremamente arida.
Il suo color ruggine, particolarmente acceso nella luce del tramonto, lo rende poi facilmente individuabile e spiega bene l'origine del nome con cui lo chiamano le popolazioni locali. L'aspetto di montagna bruciata colpì anche i primi coloni tedeschi e Boeri che gli diedero per questo il nome con cui ora è noto.
Il centro abitato più vicino è il piccolo villaggio di Uis che dista circa 30 km dalla base della montagna.

## Geologia
Geologicamente il Brandberg è un'intrusione granitica che dà luogo ad un rilievo a forma di cupola. La regione del Damaraland è costellata di montagne erose, colline e alture costituite da rocce granitiche. Queste strutture granitiche erano antiche camere magmatiche formatesi milioni di anni fa quando l'attività vulcanica sotterranea era piuttosto comune nella parte più meridionale dell'Africa. Nel corso dei millenni i depositi magmatici si sono raffreddati e sono stati esposti dalle forze di erosione.
Tuttavia il Bradberg non è di per sé un vulcano, ma è piuttosto assimilabile ad un enorme monolite, in quanto si tratta di un unico blocco di granito spinto verso la superficie dalla pressione del sottostante vulcano in un'era databile a circa 120 milioni di anni fa.
Uno dei componenti principali presenti nel granito è il feldspato, minerale di colore rosaceo. I feldspati abbondantemente presenti nelle alture del Damaraland sono di un colore rosato particolarmente intenso, che può assumere tonalità rosso acceso, quasi sanguigno, alla luce dell'alba e del tramonto. Il colore del Brandberg ne è un tipico esempio e questo effetto fa sì che il Damaraland sia considerato tra le più belle regioni della Namibia.
Nelle vicinanze del Brandberg si trovano il cratere Doros e il Cratere Messum, che oggi appaiono come vaste aree pianeggianti e ghiaiose, ma che erano anticamente vulcani attivi nello stesso periodo della formazione del Bradberg. Sono ormai spenti e inattivi da lungo tempo.

## Graffiti e pitture rupestri
Il Brandberg è sempre stato un centro di grande importanza spirituale per i Boscimani che tra le sue pareti rocciose e nelle grotte o ripari naturali hanno realizzato circa 45.000 graffiti e pitture rupestri. Soggetto delle rappresentazioni sono in genere le scene di caccia, con gli animali presenti nella regione e i guerrieri con archi e frecce.
La più famosa di queste decorazioni è la cosiddetta Dama Bianca che si trova all'interno della grotta di Maack, nella gola di Tsisab, ai piedi del massiccio. Per visitare il sito occorre fare un'escursione a piedi di circa 40 minuti, attraverso un percorso accidentato che risale il letto prosciugato di antichi corsi d'acqua.